# صالح بوشکریو
صالح بوشکریو (عربی: صالح بوشكريو؛ زادهٔ ۱۹۶۲ (۶۲–۶۳ سال)) بازیکن هندبال اهل الجزایر بود.